# 朗読演奏実験空間 新言語秩序
『朗読演奏実験空間 新言語秩序』（ろうどくえんそうじっけんくうかん しんげんごちつじょ　英語名：NEW LOGOS ORDER、The Dystopia Experience）は、2018年11月16日に日本武道館で行われたamazarashiのライブ公演、及び2019年3月27日にソニー・ミュージックアソシエイテッドレコーズよりDVD・Blu-rayで発売されたライブビデオである。
通常のライブ公演とは異なり、CD・アプリ・ライブという複数のメディアで展開されるプロジェクトとなっている。その内容を評価され、ライブ公演に関わらず様々な賞を受賞した。

## 概要
amazarashi自身初の日本武道館公演。
2018年5月26日に日本武道館公演を発表、10月9日に公演タイトルが「朗読演奏実験空間 新言語秩序」であると発表した。メンバーの秋田ひろむは「僕らが今できる表現を全て注ぎ込んだ記念碑であり、これからのamazarashiを占う試金石です」「表現をする上での息苦しさから今回のプロジェクトを立ち上げました」とコメントしている。
テーマは「言葉」。企画するにあたり、ジョージ・オーウェルの小説「1984年」に影響を受けている。
公演前の2018年11月7日にはシングル「リビングデッド」が発売。表題曲の「リビングデッド」はライブ公演のテーマ曲となっており、収録曲の3曲とも公演と同じ「言葉」がテーマとなっている。
「リビングデッド」のミュージックビデオは後述のアプリ「新言語秩序」内で公開されていたが、公演後の11月19日にYouTubeにも公開された。内容は映画『1984』（マイケル・ラドフォード監督）の「再教育」をイメージにしたもの。
ライブ直前の11月10日には、東京都内で1日限定シークレットゲリラショップがオープンした。秋田ひろむがセレクトした101パターンの歌詞を背面にプリントした1点もののTシャツ「101 Wearable Lyrics」、キーメッセージ「言葉を取り戻せ」をデザインしたマスク「New Logos Order Mask」、YKBXが描き下ろしたイラストおよび「新言語秩序」のロゴをデザインしたパーカー「New Logos Order Hoodie」、歌詞をデザインしたステッカー「Lyric Sticker」、ポスター「New Logos Order Poster」、帽子ブランド・CA4LAとコラボレーションしたオリジナルハットなどの限定アイテムが販売。「101 Wearable Lyrics」の「101」という数字は、小説「1984」に登場する洗脳部屋「101号室」にちなんでいる。
当日公演では巨大な4面LEDに囲まれたステージで、中央に設置されたステージと客席の間に半透化LEDスクリーンが紗幕として設置され、四方を囲まれた状態でライブを実施、全17曲を披露した。複数の曲では客がアプリ「新言語秩序」を起動した状態でステージにスマートフォンを向けると、ステージと連動してバックライトが発せられる仕組みとなっている。
シングル「リビングデッド」に収録されている「独白」は武道館公演で初めて検閲解除バージョンが披露された。最後の曲として披露され、主人公の「実多」が群集の前で自身の本当の気持ちを独白するシーンで用いられている。
ライブ当日の11月16日はライブビューイングが、11月25日・26日はディレイビューイングが全国の映画館で行われた。ディレイビューイングでは特典として限定のチケットホルダーが付く。
2020年6月9日、amazarashiメジャーデビュー10周年の日にライブの映像がYouTubeにて『朗読演奏実験空間“新言語秩序” Ver. 1.01』として期間限定で公開された。ライブ映像後には、書き下ろし楽曲「令和二年」を含む3曲を秋田ひろむが自宅で弾き語る映像が特別配信。
2025年4月29日に続編となるコンセプトライブ「電脳演奏監視空間 ゴースト」が横浜アリーナで開催。

## アプリ「新言語秩序」
公演に先駆けて2018年10月23日に公開されたiOS/android向けアプリ。
アプリ内では「新言語秩序」と題された秋田ひろむ書き下ろしの物語を読むことができる。「テンプレート言語」を逸脱したネガティブや過激な言葉が「検閲」される世界で言葉の価値を問うディストピア物語で、全4章構成。SNS上の言葉狩りや表現に対する狭量さがモチーフとなっている。
言語を検閲する組織「新言語秩序」側の人物・実多（みた）と、それに抵抗する「言葉ゾンビ」のリーダー・希明（きあ）の二人を主人公として描いた物語。
ダウンロードした段階では文字の大半が「■」で塗りつぶされており、ユーザーが検閲を解除することで物語の全貌が明らかになるという仕掛けが施されている。
公演では曲間に秋田ひろむによる章ごとの朗読が行われた。最終章である第四章のみは事前にアプリで公開された内容とは異なる。
ライブ終了後には小説「第四章-真」のテキスト、撮り下ろしのライブ写真、「独白」の検閲解除音源・歌詞が公開された。放送禁止用語部分は無音・空白となっている。アルバム「ボイコット」では音源・歌詞共に無修正のまま収録された。

### 作中の用語
テンプレート逸脱
他者を傷つけることのない会話のテンプレートのアーカイブ「テンプレート言語」からはずれた自分の言葉での自由な発言。社会に騒乱をもたらす危険があるため警察、新言語秩序の取締対象となる。
新言語秩序
テンプレート逸脱を取り締まる自警団。元々は注意喚起を促す草の根運動だったが、政府と世論の後押しをうけ多くのボランティアが参加する巨大な組織として日本中で活動している。表現規制、検閲など超法規的な活動も行う。
言葉ゾンビ
あえてテンプレート逸脱活動を行う者たちへの新言語秩序が付けた蔑称および自称。インターネット上の書き込み、路上の落書き、ゲリラライブ、地下出版、リクルート集会などをゲリラ的に行っている。
言葉殺し
言葉ゾンビが新言語秩序を呼ぶ時の蔑称。
テンプレート矯正プログラム"再教育"
テンプレート逸脱を繰り返す活動家を拘束して行われる取り調べ。ヘッドギア「New Logos Order Initiation 101」と複数の薬物、及び拷問により精神破壊・洗脳を目的とする。上記の通り映画『1984』の「再教育」がモチーフ。

## クレジット
- 広告会社:SIX／博報堂／博報堂ケトル
- 制作会社:EPOCH／FT
- Executive Creative Director:秋田ひろむ
- Creative Director / Producer:本山敬一
- Creative Director:奥山雄太 / 清水佑介 / 鈴木雅子
- Installation Artist:加藤ユウ
- Art Director / Character Design:YKBX
- Total Motion Graphics Director:稲葉右京
- Motion Graphics Director/App Motion Director:木村郁也
- Motion Graphics Director:川中玄樹 / レオル / 田中貴士 / 豊田京太郎 / 赤澤希望 / Radiosity / kaito / UDON / 松浦泰仁 / koshi-kun
- Graphics Design:Lolico
- Scriptwriter:大塩哲史 / 三田理恵子
- Motion Graphics Producer:飯野史子
- Digital Producer:小林大輔
- Technical Director:荒張正一郎
- Digital Director:入江美穂子
- FT:三好航一郎
- Engineer:辻本太郎
- Digital Art Director:有馬トモユキ
- Digital Design:宮野栞 / 古川理沙子 / 川村真紀
- Simulator Creator:萩原健司
- Demo Editing:市原賢治
- Test cooperation:石川美奈 / 広瀬健 / 保坂紀明 / 菊地文 / 荒木直行 / 武田健児 / 山崎賢志 / 永井秀人
- Shop Director:市川英治
- Stylist:奥村祐香
- Photography:柴田愛[16]。

## 映像作品
DVD/Blu-rayそれぞれに完全生産限定盤、通常盤が存在するため、計4種類で発売。
完全生産限定盤にはライブ音源を収録した2枚組CD、「独白」の歌詞を用いた「“独白”リリックロングTシャツ」、小説「新言語秩序」入りのフルカラーブックレット、ライブ音源をフル収録した2枚組のCDがLPジャケットを模したパッケージで同梱される。
予約購入者特典のステッカーは、カメラのフラッシュなどの光によって隠された絵柄が浮かび上がるリフレクト印刷仕様。全5種類。

## チャート成績
2019年4月8日付のオリコンDVD・Blu-rayチャートで、DVDは3583枚を売り上げ4位、Blu-rayは4409枚を売り上げ12位を記録した。

## 収録内容

### 本編映像
Disc 1
1. イントロダクション
2. ワードプロセッサー
3. リビングデッド
4. 空洞空洞
5. 季節は次々死んでいく
6. 新言語秩序1章「私は言葉を殺さなくてはならない」
7. 自虐家のアリー
8. フィロソフィー
9. ナモナキヒト
10. 命にふさわしい
11. 新言語秩序2章「出会いと暴力」
12. ムカデ
13. 月が綺麗
14. 吐きそうだ
15. しらふ
16. 新言語秩序3章「言葉を消した、という言葉は消えなかった」
17. 僕が死のうと思ったのは
18. 性善説
19. 空っぽの空に潰される
20. カルマ
21. 新言語秩序4章「デモ、そして独白」
22. 独白
23. エンドロール

### 特典映像 ※完全限定生産盤のみ収録
DISC 2（ライブCD）
1. 独白（イントロダクション）
2. ワードプロセッサー
3. リビングデッド
4. 空洞空洞
5. 季節は次々死んでいく
6. 自虐家のアリー
7. フィロソフィー
8. ナモナキヒト
9. 命にふさわしい

DISC 3（ライブCD）
1. ムカデ
2. 月が綺麗
3. 吐きそうだ
4. しらふ
5. 僕が死のうと思ったのは
6. 性善説
7. 空っぽの空に潰される
8. カルマ
9. 独白

## 受賞
- クリエイティブアワード『Spikes Asia Festival of Creativity』デジタルクラフト部門金賞、デジタル部門銀賞、モバイル部門・デザイン部門銅賞受賞[21]。
- 『ACC TOKYO CREATIVITY AWARDS』ブランデッド・コミュニケーション部門金賞。
- 『CLIO Entertainment 2019』シルバー・ファイナリスト[22]。
- 『第23回文化庁メディア芸術祭』エンターテイメント部門・優秀賞[23]。
amazarashiが同賞を受賞するのはミュージックビデオ「夏を待っていました」以来2回目。